# 长沙市人民政府
28°14′04″N 112°56′43″E / 28.234451°N 112.945358°E

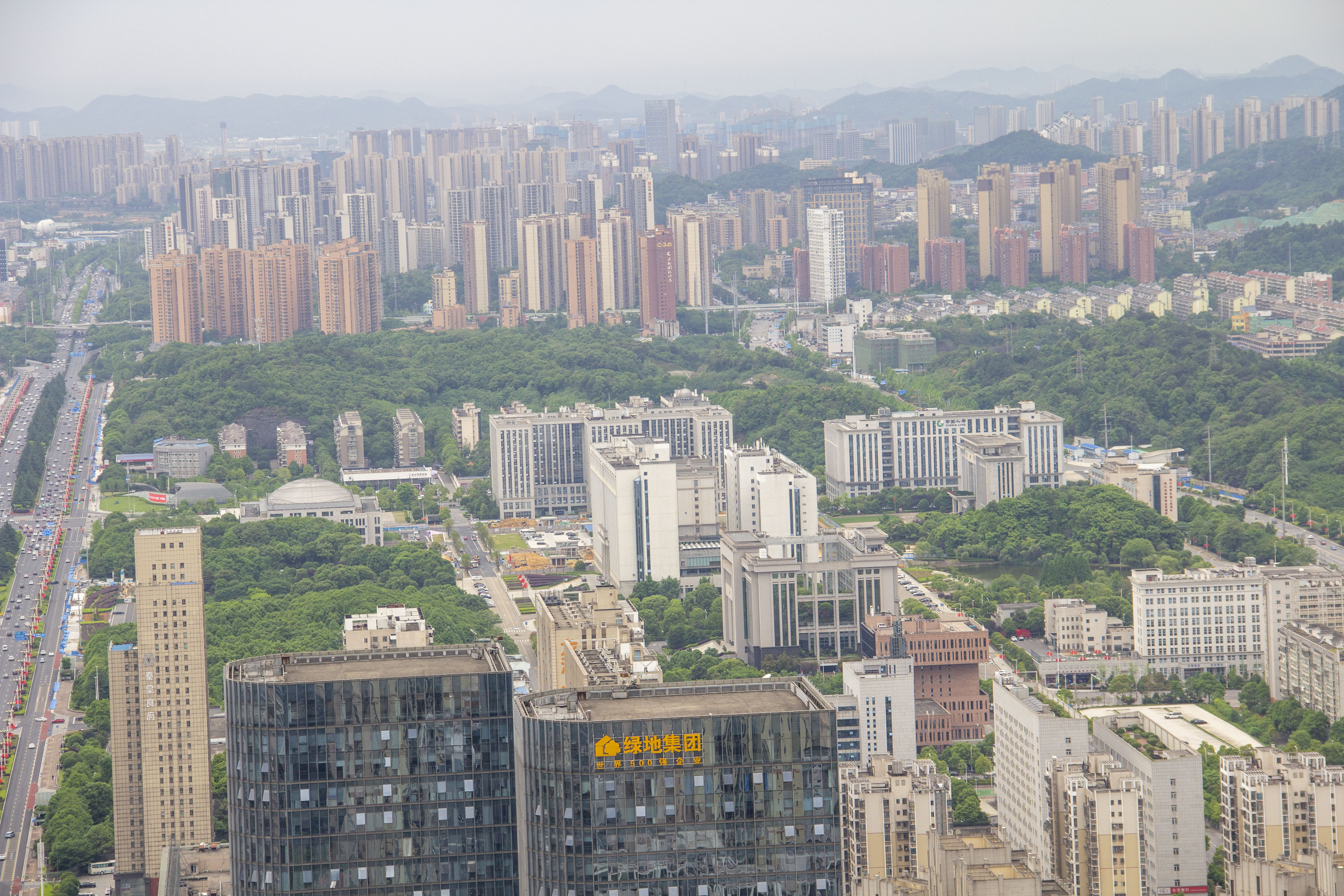
俯视长沙市政府

长沙市人民政府（简称长沙市政府、市政府）是中华人民共和国湖南省长沙市的行政管理机关，政府办公地址在岳麓区岳麓大道的市政府大楼。

## 历史沿革

### 长沙市人民政府（1949年－1955年）
1949年8月4日，国民党长沙绥靖公署主任、湖南省政府主席程潛，第一兵团司令陳明仁在长沙起义，长沙和平解放。8月19日，长沙市军事管制委员会正式成立，萧劲光担任主任，王首道、陈明仁任副主任，开始接管公营企业和行政机关。1949年8月22日，长沙市人民政府正式成立，阎子祥任市长。至1949年底，依法成立了人民政府秘书处、财政局、民政局、教育局、公安局、工商局、建设局、税务局、劳动局、房地管理局、邮政局、广播电台等12个政府职能部门。另有市人民法院、市卫生所、市合作总社等3个市属机构。1950年成立郊区办事处，市卫生院升格卫生局，市教育局改称市文教局。1951年增设人事局、检察署、市政建设委员会、地方企业管理局、合作事业管理局。1953年人民政府秘书处改为政府办公室，增设市公用事业管理局。1954年精简机构:304。

### 长沙市人民委员会（1955年－1968年）
1954年9月，第一届全国人民代表大会第一次会议通过《中华人民共和国宪法》同时制定了《中华人民共和国地方各级人民代表大会和各级人民委员会组织法》，两法规定地方各级人民委员会即地方各级人民政府。1955年3月28日，长沙市第一届人民代表大会第二次会议依法选举市长、副市长和人民委员会委员29人。4月20日，长沙市人民委员会正式宣布成立。到1966年，长沙市人民委员会已经完成五次换届:306。

### 长沙市革命委员会（1968年－1981年）
文化大革命开始后，长沙市人民委员会的工作几乎处于停滞状态。1967年11月28日，长沙市革命委员会筹备小组正式成立。1968年2月27日，长沙市革命委员会（简称市革委会）正式成立，由军队代表、革命干部代表、革命群众代表组成:309。

### 长沙市人民政府（1981年至今）
1981年6月18日，长沙市第七届人民代表大会第一次会议召开。根据《中华人民共和国地方各级人民代表大会和地方各级人民政府组织法》，选举产生长沙市人民代表大会第一届常委会组成人员。至此，长沙市人民政府再度建立，取代了长沙市革命委员会:313。

## 政府机构

### 市委、市政府派出机构
- 长沙经济技术开发区党工委、管委会
- 长沙高新区党工委、管委会

### 市政府工作部门
- 长沙市政府办公厅
- 长沙市发展和改革委员会
- 长沙市教育局
- 长沙市科学技术局
- 长沙市工业和信息化局
- 长沙市民族宗教事务局
- 长沙市公安局
- 长沙市民政局
- 长沙市司法局
- 长沙市财政局
- 长沙市人力资源和社会保障局
- 长沙市自然资源和规划局
- 长沙市生态环境局
- 长沙市住房和城乡建设局
- 长沙市交通运输局
- 长沙市水利局
- 长沙市农业农村局
- 长沙市商务局
- 长沙市文化旅游广电局
- 长沙市卫生健康委员会（加挂长沙市疾病预防控制局牌子）
- 长沙市审计局
- 长沙市退役军人事务局
- 长沙市应急管理局
- 长沙市人民政府国有资产监督管理委员会
- 长沙市林业局
- 长沙市市场监督管理局
- 长沙市体育局
- 长沙市统计局
- 长沙市城市管理局
- 长沙市机关事务管理局
- 长沙市人民政府研究室
- 长沙市国防动员办公室
- 长沙市信访局
- 长沙市医疗保障局
- 长沙市知识产权局
- 长沙市行政审批服务局
- 长沙市数据局
- 长沙市人民政府物流与口岸办公室
- 长沙市城市人居环境局

### 市政府事业单位
- 长沙市公共工程建设中心
- 长沙市地方志编纂室
- 长沙市供销合作总社
- 长沙公共资源交易中心
- 长沙住房公积金管理中心
- 长沙市公路管理养护中心局

### 区市县
- 芙蓉区
- 天心区
- 岳麓区
- 开福区
- 雨花区
- 望城区
- 长沙县
- 浏阳市
- 宁乡市

### 开发区和园区
- 浏阳经济开发区
- 长沙天心经济开发区
- 长沙经济技术开发区
- 长沙高新区宁乡经开区
- 望城经济技术开发区
- 马栏山（长沙）视频文创园隆平高科技园
- 长沙金霞经济开发区
- 长沙雨花经济开发区
- 浏阳高新技术产业开发区
- 岳麓科技产业园

## 职权
根据《中华人民共和国地方各级人民代表大会和地方各级人民政府组织法》第七十三条，县级以上的地方各级人民政府行使下列职权：
1. 执行本级人民代表大会及其常务委员会的决议，以及上级国家行政机关的决定和命令，规定行政措施，发布决定和命令；
2. 领导所属各工作部门和下级人民政府的工作；
3. 改变或者撤销所属各工作部门的不适当的命令、指示和下级人民政府的不适当的决定、命令；
4. 依照法律的规定任免、培训、考核和奖惩国家行政机关工作人员；
5. 编制和执行国民经济和社会发展规划纲要、计划和预算，管理本行政区域内的经济、教育、科学、文化、卫生、体育、城乡建设等事业和生态环境保护、自然资源、财政、民政、社会保障、公安、民族事务、司法行政、人口与计划生育等行政工作；
6. 保护社会主义的全民所有的财产和劳动群众集体所有的财产，保护公民私人所有的合法财产，维护社会秩序，保障公民的人身权利、民主权利和其他权利；
7. 履行国有资产管理职责；
8. 保护各种经济组织的合法权益；
9. 铸牢中华民族共同体意识，促进各民族广泛交往交流交融，保障少数民族的合法权利和利益，保障少数民族保持或者改革自己的风俗习惯的自由，帮助本行政区域内的民族自治地方依照宪法和法律实行区域自治，帮助各少数民族发展政治、经济和文化的建设事业；
10. 保障宪法和法律赋予妇女的男女平等、同工同酬和婚姻自由等各项权利；
11. 办理上级国家行政机关交办的其他事项。

## 图集
- 长沙市人民政府
- 长沙市司法局
- 长沙市工务局（长沙市公共工程建设中心）
- 长沙市政务服务中心